# Troutdale (Oregon)
Troutdale (ehemals Sandy, Oregon) ist eine Stadt in Multnomah County, Oregon, Vereinigte Staaten. Diese befindet sich nördlich von Gresham und östlich von Wood Village sowie ca. 19 km östlich von Portland. Das U.S. Census Bureau hat bei der Volkszählung 2020 eine Einwohnerzahl von 16.300 ermittelt.
Hier beginnt auf westlicher Seite sowohl der Historic Columbia River Highway als auch der Mount Hood Scenic Byway sowie die weite Felsenschlucht Columbia River Gorge. Der Ort befindet sich am Zusammenfluss des Sandy und des Columbia River. Objekte im National Register of Historic Places sind das Fred Harlow House, die Multnomah County Poor Farm (McMenamins Edgefield) und die Methodist Episcopal Church.

## Geschichte
Schon des Ureinwohner des Chinook Stammes nutzten die Feucht- und Sumpfgebiete entlang des Columbia Rivers zum Jagen und Fischen. Im Oktober 1792 reiste Leutnant William Broughton mit einigen Soldaten auf dem Fluss Sandy. Bei dieser Reise benannte er mehrere Orte und Berge, dazu gehören unter anderem den Mount Hood und Broughton Bluff nahe Troutdale. Bei ihrer Expedition ein Jahrzehnt später, kamen Meriwether Lewis und William Clark am Mount Hood vorbei und bestätigten Lt. Broughtons Namensgebung. Ihre Reise begründete den Anfang der Überlandfahrt in diese Region.
Die ersten Siedler trafen um 1850 über den Oregon Trail ein und gründeten eine kleine Gemeinde namens Sandy. David F. Buxton geht als Gründer Troutdales hervor, da ihm 1853 ein Stück Land im Zentrum des jetzigen Troutdales gewährt wurde. Er entwickelte die erste Wasserversorgung für die Stadt, welche noch bis in die 1960er genutzt wurde. 1872 kaufte der ehemalige Schiffskapitän John Harlow Teile von Buxton's Land und baute sich ein Anwesen am Sandy River. Dort züchtete er Forellen (en. trout) und nannte deshalb sein Anwesen Troutdale. Er nutzte den Ausbau der Eisenbahnlinie von Portland für seinen Handel und sorgte somit dafür, dass Troutdale im November 1882 seine eigene Haltestelle entlang der Eisenbahnlinie erhielt. Nach Harlows Tod 1883 sorgte seine Frau dafür, dass an dem Hang, der jetzt als Hungry Hill bezeichnet wird, ein neuer Teil der Stadt gebaut wurde.
Aaron Fox, der in der Stadt einen Laden und ein Restaurant besaß, war für die Eingemeindung der Stadt 1907 wegweisend und wurde deshalb auch erster Bürgermeister von Troutdale. Im selben Jahr gab es ein Feuer, welches die in den 1890ern erbauten Häuser zerstörte. Eine Kirche, sowie weitere Häuser, welche sich alle am "Hungry Hill" befanden, überstanden das Feuer. Im Jahr 1913 durften die Frauen in Oregon erstmals wählen und auch das Amt des Bürgermeisters ging in diesem Jahr an eine Frau, Clara Latourell Larsson. Wenige Jahre später wurde 1916 der Historic Columbia River Highway gebaut und führte 120 km lang durch Oregon von Troutdale nach The Dallas. Dies führte dazu, dass noch mehr Reisende durch Troutdale kamen, und der Tourismus wuchs.
Troutdale bekam den Titel Celery Capital of the Word („Welthauptstadt des Selleries“), aufgrund des dortigen Anbaus preisgekrönten Selleries. Aber auch anderes „Troutdale-Gemüse“ und insbesondere Erdbeeren wurden in alle Ecken der USA geliefert. Während des Zweiten Weltkrieges kamen viele Arbeiter nach Troutdale, um im Aluminiumwerk zu arbeiten, wodurch Troutdale in den 1940ern stark wuchs. Troutdales Boom verflachte jedoch als der Columbia River Highway von der Interstate 84 in den 50ern abgelöst wurde und deshalb deutlich weniger Reisende durch Troutdale kamen als zuvor.